# Neobisium epirense
Espèce
Neobisium epirense est une espèce de pseudoscorpions de la famille des Neobisiidae.

## Distribution
Cette espèce se rencontre en Grèce en Épire dans la grotte Spilia Monasteri Panaghia et en Turquie dans la province d'Antalya dans la grotte Dim Mağarası.

## Description
La femelle holotype mesure 4,45 mm.

## Étymologie
Son nom d'espèce, composé de epir[us] et du suffixe latin -ense, « qui vit dans, qui habite », lui a été donné en référence au lieu de sa découverte, l'Épire.

## Publication originale
- Henderickx & Vets, 2000 : Neobisium (Ommatoblothrus) epirensis sp. nov., a new troglobitic pseudoscorpion from Epirus (Arachnida: Pseudoscorpiones: Neobisiidae). Phegea, vol. 28, no 3, p. 83-86 (texte intégral).